# جامعة أندرسون (إنديانا)
جامعة اندرسون (بالإنجليزية: Anderson University)‏ هي جامعة خاصة في الولايات المتحدة في ولاية إنديانا في مدينة أندرسون تأسست عام 1917.

## إحصائيات
يبلغ عدد طلاب الجامعة 2,565 طالب 

## وصلات خارجية
- الموقع الإلكتروني